# Catigbian
Catigbian is een gemeente in de Filipijnse provincie Bohol op het gelijknamige eiland. Bij de census van 2015 telde de gemeente bijna 23 duizend inwoners.

## Geschiedenis
Catigbian bestaat al geruime tijd. Al in het begin van de 19e eeuw woonden hier mensen. In 1879 had de plaats al 2729 inwoners. In 1903 werd Catigbian bij Balilihan gevoegd, waarna het in oktober 1949 weer een onafhankelijke gemeente werd.

## Geografie

### Bestuurlijke indeling
Catigbian is onderverdeeld in de volgende 22 barangays:
| - Alegria - Ambuan - Baang - Bagtic - Bongbong - Cambailan - Candumayao - Kang-iras - Causwagan Norte - Hagbuaya - Haguilanan | - Libertad Sur - Liboron - Mahayag Norte - Mahayag Sur - Maitum - Mantasida - Poblacion - Rizal - Sinakayanan - Triple Union - Poblacion Weste |

|  |  |

## Demografie
Catigbian had bij de census van 2015 een inwoneraantal van 22.675 mensen. Dit waren 11 mensen (0,0%) minder dan bij de vorige census van 2010. Ten opzichte van de census van 2000 was het aantal inwoners gegroeid met 1.214 mensen (5,7%). De gemiddelde jaarlijkse groei in die periode kwam daarmee uit op 0,36%, hetgeen lager was dan het landelijk jaarlijks gemiddelde over deze periode (1,84%).

De bevolkingsdichtheid van Catigbian was ten tijde van de laatste census, met 22.675 inwoners op 113,33 km², 200,1 mensen per km².